# HD 217382
HD 217382 är en misstänkt dubbelstjärna belägen i den norra delen av stjärnbilden Cepheus. Den har en skenbar magnitud av ca 4,70 och är svagt synlig för blotta ögat där ljusföroreningar ej förekommer. Baserat på parallaxmätning inom Hipparcosuppdraget på ca 8,9 mas, beräknas den befinna sig på ett avstånd på ca 356 ljusår (ca 109 parsek) från solen. Den rör sig bort från solen med en heliocentrisk radialhastighet på ca 3 km/s. och ingår möjligen i superhopen Hyaderna och har en egenrörelse av 9,2 km/s.

## Egenskaper
Primärstjärnan HD 217382 A är en orange till gul jättestjärna av spektralklass K4 III. Den har en radie som är ca 37 solradier och har ca 318 gånger solens utstrålning av energi från dess fotosfär vid en genomsnittlig effektiv temperatur av ca 4 100 K. Stjärnan har en periodisk variation med en period av 10,64724 dygn och en amplitud av 0,0041 magnitud.